# Catedral de Santa María y San Bonifacio (Plymouth)
La Catedral de Santa María y San Bonifacio o simplemente Catedral de Plymouth (en inglés: Cathedral Church of Saint Mary and Saint Boniface) en Plymouth, Inglaterra, en el Reino Unido es la sede del obispo de Plymouth y la iglesia madre de la diócesis de Plymouth, que abarca los condados de Cornualles, Devon y Dorset. La diócesis de Plymouth fue creada en 1850. En 1858 la nueva catedral se abrió y se puso bajo la advocación de la Virgen María y San Bonifacio, este último nacido en Crediton en el área donde se ubica la diócesis. La catedral también es utilizada por el personal de la Marina Real estacionadas en HMNB Devonport para la misa naval anual celebrada en julio.